# Kalven (Rumskulla socken, Småland)
Kalven är en sjö i Vimmerby kommun i Småland och ingår i Motala ströms huvudavrinningsområde.